# 27349 Enos
27349 Enos este un asteroid din centura principală de asteroizi.

## Descriere
27349 Enos este un asteroid din centura principală de asteroizi. A fost descoperit pe 26 februarie 2000 în cadrul proiectului CSS. Asteroidul prezintă o orbită caracterizată de o semiaxă mare de 2,70 ua, o excentricitate de 0,11 și o înclinație de 6,2° în raport cu ecliptica.